# Haliclona decidua
Haliclona decidua är en svampdjursart som först beskrevs av Topsent 1906.  Haliclona decidua ingår i släktet Haliclona och familjen Chalinidae.
Artens utbredningsområde är Djibouti. Inga underarter finns listade i Catalogue of Life.